# Diàspora
Diàspora (del grec antic διασπορά, "esplai de llavors", "dispersió") és "el moviment, migració o dispersió d'un poble lluny del seu establiment o territori ancestral" o "poble dispersat per qualsevol causa a més d'una localització", o "poble establit lluny del seu territori ancestral".
Històricament, la paraula ha vingut a referir-se a la dispersió de pobles amb arrels comunes, particularment moviment de naturalesa involuntària, com l'expulsió dels jueus d'Orient Mitjà, els africans llevats en la tracta d'esclaus, els xinesos meridionals durant el comerç d'esclaus culis, o els exiliats messenis sota el jou d'Esparta.
Recentment els acadèmics distingeixen diferents classes de diàspora basant-se en les seves causes com l'imperialisme, emigracions pel comerç o el treball, o bé per la mena de coherència social en la comunitat de la diàspuora i llurs lligams amb la terra ancestral. Algunes comunitats en diàspora mantenen forts lligams polítics amb el territori ancestral. Altres qualitats que poden ser típiques de moltes diàspores són el desig de retorn, relacions amb altres comunitats en diàspora i manca d'assimilació completa al país hoste.

## Origen i desenvolupament del terme
La primera esmena d'una diàspora creada com a resultat d'un exili és trobada en una frase en la Septuaginta "esē diaspora en pasais basileias tēs gēs" que vol dir "estaràs en dispersió per tots els regnes de la terra". El seu ús es va desenvolupar a partir d'aquests sentit original quan la Bíblia hebrea fou traduïda al grec; a l'antiga Grècia el terme διασπορά (diàspora) significa "dispersió" i era usat per a referir-se als ciutadas de la ciutat estat dominant que emigraven a conquerir terres amb propòsit de colonització, per a assimilar el territori al seu imperi. El terme deriva del verb διασπείρω (diaspeirō), "jo disperso", "jo m'estenc" i de la forma διά (dia), "entre, a través de" + el verb σπείρω (speirō), "jo sembro, jo disperso". Després de la traducció de la Bíblia al grec, la paraula Diàspora fou usada per a referir-se a la problació jueva exiliada d'Israel el 587 aC per Babilònia, i de Judea el70 per l'Imperi Romà. Posteriorment es va usar per a referir-se als moviments històrics de població ètnica d'Israel dispersa, al desenvolupament cultural d'aquesta població o a la mateixa població. Quan es fa servir en majúscula i sense modificadors (senzillament la Diàspora), el terme es refereix específicament a la diàspora jueva; quan es fa servir en minúscula pot referir-se a població refugiada d'altres orígens o ètnies (veure diàspora) L'aplicació més àmplia del terme diàspora evolucionà a partir de la política assíria de deportació massiva en doble direcció de poblacions conquerides per tal d'anul·lar qualsevol reclam territorial futur per la seva part.
Segons lOxford English Dictionary Online, la primera vegada que es va usar el terme diàspora” en anglès fou el 1876 per tal de referir-se a l'”extensiu treball de diàspora (en aquest terme) d'evangelització entre les Esglésies Protestants Nacionals al Continent”.
El terme es va internacionalitzar en ser assimilat a l'anglès a mitjans dels anys 1950 per a referir-se als expatriats permanents que s'establien en nombre significatiu a altres estats. Amb relació a aquest sentit hi ha un estudi de la diàspora de caràcter acadèmic
En tots els casos, el terme diàspora porta un sentit de desplaçament, és a dir, la població que s'hi defineix s'hi troba per la raó que sigui separada del seu territori nacional, i en general té l'esperança, o almenys el desig, de tornar a la seva pàtria en algun moment, si la "pàtria" encara existeix en cap sentit significatiu.

### Expansió de la definició
En un article publicat el 1991, William Safran estableix sis normes per tal de distingir les diàspores de les altres comunitats migratòries. Aquests criteris inclouen que el grup mantingui un mite o memòria col·lectiva de la seva terra originària; que considerin la seva pàtria ancestral com la seva veritable llar, al que acabaran tornant; estar compromesos amb la restauració o manteniment d'aquesta pàtria, i relacionar-se "personalment o indirectament "amb la pàtria a un punt en què dona forma a la seva identitat. Tot i que les definicions de Safran són influenciades per la idea de la diàspora jueva, reconeix l'expansivitat del terme.
Rogers Brubaker (2005) també fa notar que l'ús del terme diàspora s'ha ampliat. Suggereix que un element d'aquesta expansió en ús "consisteix en l'aplicació del terme diàspora en un conjunt cada vegada més ampli de casos: essèncialment a totes i cadascuna de categories nombrables de població que es troben fins a cert punt dispersos en l'espai" Brubaker ha utilitzat la base de dades WorldCat per mostrar que 17 dels 18 llibres de la diàspora publicats entre 1900 i 1910 eren a la diàspora jueva. La majoria de les obres en la dècada de 1960 van ser també de la diàspora jueva, però el 2002 només dos dels 20 llibres de la mostra (d'un total de 253) eren sobre el cas jueu, amb un total de vuit diàspores diferents cobertes.
Brubaker descriu l'ús original del terme diàspora de la següent manera:
La majoria de les discussions inicials sobre la diàspora estaven fermament arrelades en una 'pàtria' conceptual; s'ocupen d'un cas paradigmàtic, o un nombre petit de casos bàsics. El cas paradigmàtic va ser, per descomptat, la diàspora jueva, algunes definicions de diccionari de diàspora, fins fa poc, no solst il·lustraven sinó que definien la paraula amb referència a aquest cas.
Brubaker sosté que l'expansió inicial de l'ús del terme es va estendre a altres casos similars, com l'armeni i el grec. Més recentment, s'ha aplicat a grups d'emigrants que continuen la seva participació en la seva pàtria des de l'estranger, com els nacionjalistes de l'exterior identificats per Benedict Anderson. Brubaker assenyala que (per exemple): albanesos, bascos, hindus, irlandesos, japonesos, caixmirs, coreans, kurds, palestins i tamils han estat conceptualitzats com a diàspores en aquest sentit. A més, "els treballadors migrants que mantenen (fins a cert punt) vincles afectius i socials amb una pàtria" també s'han descrit com diàspores.
En altres casos de l'ús del terme "la referència a la pàtria conceptual – en les diàspores "clàssiques" - s'ha tornat encara més atenuada, fins al punt de perdre's del tot". Aquí Brubaker cita "categories lingüístiques transètniques i transfrontereres ... com comunitats francòfona, anglòfona i lusòfones, al costat de les diàspores hindú, sikhs, budista, confucionista, hugonote, musulmana i catòlica. Brubaker nota que, a 2005, també hi ha estudis acadèmics o articles sobre les diàspores Dixie, blanc, liberal, gai, queer i digital.
Alguns observadors han qualificat l'evacuació de Nova Orleans i la Costa del Golf dels Estats Units arran de l'arribada de l'huracà Katrina de diàspora de Nova Orleans, ja que un important nombre d'evacuats no han estat capaços de tornar, però, mantenen les aspiracions de fer-ho. Agnieszka Weinar (2010) nota la creixent utilització del terme, amb l'argument que recentment un creixent cos de literatura va tenir èxit en la reformulació de la definició, referint-se a la diàspora gairebé com a qualsevol grup de població i ja no en el seu context específic de la seva existència. Fins i tot s'ha observat que a mesura que el cristianisme carismàtic esdevé cada vegada més globalitzat, molts cristians es conceben com una diàspora, i formen un imaginari que imita les característiques més destacades de les diàspores ètniques.

## Diàspores europees

Territori grec i diàspora en el segle VI aC

La història europea conté nombrosos esdeveniments equiparables a diàspora. Antigament el comerç i l'activitat colonitzadora de les tribus gregues des dels Balcans i Àsia Menor va propagar gent de cultura, religió i cultura grega arreu de la Mediterrània i de les conques del mar Negre, establint ciutats estat gregues a Sicília, Itàlia meridional, al nord de l'Líbia, Hispània oriental i el sud de França. Els grecs fundaren més de 400 colònies. La conquesta de l'Imperi aquemènida per Alexandre el Gran marcà l'inici del període hel·lenístic, que es caracteritzà per una nova onada de colonització grega a Àsia i Àfrica, i amb elits dirigents gregues establides a Egipte, Àsia sud-oriental and nord-oest de l'Índia.
Les recol·locacions durant les invasions bàrbares, que inclouen nombroses fases, són només una de tantes en la història. La primera fase migratòria (entre el 300 i el 500) inclou la recolocació dels gots (ostrogots i visigots), vàndals, francs, d'altres pobles germànics (burgundis, llombards, angles, saxons, juts, sueus, alamans, varegs i normands), alans i nombroses tribus eslaves. La segona fase, entre el 500 i el 900, va veure l'assentament de tribus d'eslaus a Europa Oriental, i de turcs a Anatòlia i el Caucas (àvars, huns, khàzars, petxenegs), així com els protobúlgars (i possiblement els magiars). L'última fase de les migracions va veure l'arribada dels magiars hongaresos i de l'expansió dels vikings d'Escandinàvia cap a Europa i les Illes Britàniques arribant fins i tot a Groenlàndia i Islàndia.
Aquestes migracions colonitzadores no poden considerar-se indefinidament com a diàspores, durant períodes molt llargs, els immigrants s'assimilaven eventualment a la zona colonitzada tan completament que es convertia en la seva nova pàtria. Així, la població actual d'Hongria no se sent originària de Sibèria Occidental que els magiars d'Hongria va abandonar fa dotze segles, i els anglesos descendents dels angles, saxons i juts no anhelen reocupar les planures del nord-oest d'Alemanya.
El 1492, una expedició espanyola encapçalada pel Cristòfor Colom va arribar a Amèrica, després que l'exploració i colonització europea es va expandir ràpidament. Al segle xvi prop de 240.000 europeus van entrar als ports americans. La immigració va continuar al nord i sud d'Amèrica. Només en el segle uns 50 milions de persones deixaren Europa cap a les Amèriques.
Un exemple concret fou la diàspora irlandesa de mitjan segle xix, i provocada per An Gorta Mór o la gran fam irlandesa. Hom calcula que entre el 45% i el 85% de la població d'Irlanda va emigrar a països com Gran Bretanya, Estats Units, Canadà, Argentina, Austràlia i Nova Zelanda. La mida de la diàspora es demostra pel nombre de persones arreu el món que reclamen ascendència irlandesa; algunes fonts eleven la xifra a 80-100 milions de persones.
Des de la dècada de 1860, els circassians van ser dispersats a través del Llevant, Europa, Amèrica del Nord, Austràlia, i en la històrica Circàssia al Caucas Nord en l'actual Rússia.

## Diàspora africana
Una de les diàspores més grans dels temps moderns és la diàspora africana, que data de diversos segles. Durant el comerç atlàntic d'esclaus de 9,4 a 12 milions de persones d'arreu d'Àfrica van sobreviure al transport per arribar com a esclaus a l'hemisferi occidental Aquesta població i els seus descendents van rebre grans influències de la cultura de les colònies angleses, franceses, italianes, portugueses i espanyoles al Nou Món. Abans del tràfic transatlàntic d'esclaus milions d'africans s'havia mogut i s'havia establit, en general com a esclaus però de vegades com a mercaders i mariners, a diferents parts d'Àsia i Europa.

## Diàspora asiàtica
La primera emigració xinesa, també coneguda com a diàspora xinesa va esdevenir fa milers d'anys. L'emigració massiva que es va produir des del segle xix fins a 1949 va ser causat principalment per les guerres i la fam a la Xina continental, així com la corrupció política. La majoria dels immigrants eren pagesos analfabets o amb escassa educació i culis (en xinès: 苦力, literalment "treball dur"), que van emigrar als països en desenvolupament on hi calia mà d'obra, com a Amèrica, Austràlia, Sud-àfrica, Àsia Sud-oriental, Península de Malaca i altres llocs.
El major diàspora asiàtica fora del sud-est d'Àsia és la diàspora índia. La comunitat índia a l'estranger, estimada en més de 25 milions d'individus, està escampada arreu del món. Constitueix una comunitat diversa, global i eclèctica que representa les diferents regions, llengües, cultures i religions (veure Desi).
Els roma són molt dispersos, amb el seu nucli principal de població concentrat a Europa. L'evidència lingüística i genètica indica que els gitanos són originaris del subcontinent indi i que emigraren des de l'Índia cap al nord-oest no abans del segle xi.
Hom pot identificar almenys tres onades de diàspora nepalesa. La primera onada es remunta a centenars d'anys, a causa del matrimoni precoç i les taxes de natalitat altes que impulsaren l'assentament hindu cap a l'est del Nepal, i després a Sikkim i Bhutan. En la dècada del 1980 es va produir una reacció quan les elits polítiques del Bhutan va adonar-se que els budistes butanesos corien el perill d'esdevenir una minoria al seu propi país. En l'actualitat, els Estats Units està treballant en un programa per a reassentar més de 60.000 nepalesos de Bhutan als EUA.
Una segona onada immigratòria va ser impulsada pel reclutament de soldats mercenaris per a l'exèrcit britànic iniciat al voltant de 1815 i que foren reassentats després de la jubilació a les Illes Britàniques i al sud-est asiàtic. La tercera onada va començar en la dècada de 1970 a causa de l'escassetat de terres i quan la reserva de mà d'obra qualificada va superar amb escreix les ofertes de treball al Nepal. Aquesta emigració laboral va crear enclavaments de nepalesos a l'Índia, als països més rics de l'Orient Mitjà, Europa i Amèrica del Nord. Les estimacions actuals del nombre de nepalesos viuen fora del Nepal és de milions.
A Tailàndia, la lluita del poder siamès contra els diversos regnes a la regió va donar lloc a una gran diàspora de l'ètnia lao entre els anys 1700 de 1800 enviats pels governants siamesos a les grans àrees del nord-est de l'antic Regne de Siam, on encara avi l'ètnia lao té una presència important. Durant aquest període Siam va delmar la capital del regne Lao i va capturar, torturar i matar el rei dels lao Anuwongse.

## Delseglexxendavant
El segle xx va veure enormes moviments de població. Alguns involucrats grans transferències de població a gran escala per l'acció dels governs. Algunes migracions es va produir per evitar el conflicte i la guerra. Altres diàspores altres van ser provocades a conseqüència de decisions polítiques, com ara la fi del colonialisme.

### Segona Guerra Mundial i el final del domini colonial
Durant la Segona Guerra Mundial l'Alemanya nazi va deportar i assassinar milions de jueus i molts milions més d'altres ètnies també van ser esclavitzats o assassinats, com ucraïnesos, russos i altres eslaus. Alguns jueus van fugir de la persecució fins a Europa occidental i a les Amèriques abans del tancament de fronteres. Més tard, d'altres refugiats de l'est d'Europa es va traslladar a l'oest, fugint de l'annexió soviètica, i dels règims de l'altra banda del Teló d'Acer després de la Segona Guerra Mundial. Centenars de milers d'aquests refugiats polítics anti-soviètics i les persones desplaçades a parar a Europa occidental, Austràlia, Canadà i els Estats Units d'Amèrica.
Després de la Segona Guerra Mundial, la Unió Soviètica i els règims comunistes de Polònia, Hongria i Iugoslàvia expulsaren centenars de milers d'alemanys ètnics, la majoria dels quals eren descendents d'immigrants que s'havien establit en aquestes àrees gairebé dos segles abans. Sembla això fou en represàlia per la invasió nazi alemanya i els seus intents d'annexió pangermànics. La majoria dels refugiats es va moure cap a Europa Occidental, i amb desenes de milers de persones buscaren refugi als Estats Units.
Després de la Guerra Civil espanyola i durant el règim militar franquista molts activistes polítics marxaren a l'exili des de 1936 fins a la seva mort el 1975.
Després de la Segona Guerra Mundial, la creació de l'estat d'Israel i una sèrie d'aixecaments contra el domini colonial provocaren una forta hostilitat contra les seves poblacions jueves històriques (sefardites) en les nacions de l'Orient Mitjà (gairebé un milió de persones). La majoria d'ells van emigrar, amb un reassentament majoritari a Israel, on seran coneguts com a mizrahim.
Alhora, es produí la diàspora palestina com a resultat de la guerra araboisraeliana de 1948, en què 750.000 persones van ser desplaçades o emigraren del seu antic territori. La diàspora va ser ampliada pels efectes de la Guerra dels Sis Dies de 1967. Molts palestins segueixen vivint en campaments de refugiats mantinguts per les nacions de l'Orient Mitjà, però altres s'han reassentat a l'Orient Mitjà i en altres països.
La partició de 1947 va donar lloc a la migració de milions de persones d'entre Índia i Pakistan. Milions de persones van ser assassinades en la violència religiosa de l'època, estimant-se les víctimes mortals en 2 milions de persones. Milers d'antics súbdits del Raj Britànic marxaren cap a la Gran Bretanya després de la proclamació d'independència de l'Índia i del Pakistan el 1947.
Des de finals del segle xix, i formalment des de 1910, Japó va convertir Corea en una colònia. Milions de xinesos van fugir a les províncies occidentals no ocupats pel Japó (en particular de Sichuan i Yunnan, al sud-oest i Shensi i Gansu al nord-oest) i al sud-est asiàtic. Més de 100.000 coreans van travessar del riu Amur cap a Rússia Oriental (llavors Unió Soviètica) fugint dels japonesos.

### Laguerra fredai la formació d'estats postcolonials
Durant i després de la Guerra Freda grans poblacions de refugiats van emigrar a causa de conflictes, sobretot als aleshores països en vies de desenvolupament.
Els conflictes a l'Orient Mitjà i a Àsia central, alguns dels quals estava relacionat amb les lluites de poder entre els Estats Units i Unió Soviètica, crearen noves poblacions de refugiats que es van desenvolupar en les diàspores globals.
A l'Àsia sud-oriental molts vietnamites va emigrar a França i més tard milions d'ells als Estats Units, Austràlia i Canadà després durant la Guerra del Vietnam. Més tard, 30.000 colons francesos de Cambodja van ser desplaçats després d'haver estat expulsat pel règim dels Khmers rojos de Pol Pot. Un petit grup ètnic predominantment musulmà, els txams foren gairebé erradicats de Cambodja. L'èxode massiu de vietnamites del Vietnam va encunyar el terme boat people.
A la Xina del sud-oest molts tibetans van emigrar a l'Índia seguint la fugida del XIV Dalai Lama el 1959 després del fracàs de l'aixecament tibetà. Aquesta onada migratòria es va perllongar durant tota la dècada de 1960, i fou seguida d'una altra onada quan el Tibet va ser obert al comerç i el turisme en la dècada del 1980. S'estima que actualment al voltant de 200.000 tibetans viuen dispersos arreu del món, la meitat dels quals estan a l'Índia, Nepal i Bhutan. En lloc de la carta de ciutadania perduda, l'Administració Central Tibetana ofereix als refugiats tibetans el Llibre Verd com a document d'identitat.
Històricament els tàmils de Sri Lanka han emigrat a la recerca de treball, en particular durant el període colonial britànic. Des del començament de la guerra civil el 1983, més de 800.000 tàmils han estat desplaçades dins de Sri Lanka com a diàspora local, i més de mig milió de tàmils constitueixen una diàspora tàmil a indrets com l'Índia, Austràlia, Nova Zelanda, Canadà, Regne Unit i Europa.
La diàspora afganesa provocada per de la invasió soviètica de 1979; tant les fonts oficials com les no oficials indiquen que la guerra va desplaçar més de 6 milions de persones, fet que provocà la creació de grans camps de refugiats a Pakistan.
Molts iranians va fugir de la Revolució iraniana de 1979, que va culminar amb la caiguda del xah instal·lat per les potències occidentals. .
La diàspora dels assiris es va expandir per la Guerra Civil del Líban, l'arribada al poder de la República Islàmica de l'Iran, la dictadura del Partit Baas a Iraq i el malestar actual a l'Iraq.
A Àfrica s'han format una nova sèrie de diàspores després de la fi del règim colonial. En alguns casos, quan els països es van independitzar, nombrosos descendents d'europeus van emigrar, però d'altres es van quedar a les terres que havien estat la seva llar durant generacions. Uganda expulsà 80.000 sud-asiàtics el 1972 i es va fer càrrec dels seus negocis i propietats. La guerra civil de la dècada de 1990 a Ruanda entre els grups ètnics rivals hutu i tutsi va resultar sagnant i va produir una afluència massiva de refugiats.
A Amèrica Llatina després de la Revolució cubana de 1959 i la introducció del comunisme, més d'un milió de persones han abandonat Cuba.
Hi havia una diàspora jamaicana al voltant del començament del segle xxi.
Un milió de refugiats colombians han abandonat Colòmbia des de 1965 per escapar de la violència i les guerres civils. A Amèrica del Sud, milers de refugiats argentins, xilens i uruguaians van fugir a Europa durant els períodes de govern militar en les dècades de 1970 i 1980. A Amèrica Central, nicaragüencs, salvadorencs, guatemalencs, hondurenys, costa-riquenys (on, paradoxalment, no hi havia dictadors) i panamenys fugiren dels conflictes i de les males condicions econòmiques.
Centenars de milers de persones van fugir del Genocidi de Ruanda el 1994 cap als països veïns. Milers de refugiats pel deteriorament de les condicions a Zimbàbue han marxat a Sud-àfrica. La llarga guerra al Congo, en la qual hi ha participat nombroses nacions,, també ha provocat milions de refugiats.
Desenes de milers d'iraquians han fugit del conflicte al seu país des de la invasió de l'Iraq de 2003.

## En la cultura popular
Algunes obres de ciència-ficció sovint es refereixen a una diàspora, que tindrà lloc quan bona part de la humanitat abandoni la Terra per establir-se en colònies en planetes llunyans.
İsmet Özel va escriure un poema titulat "Si no és un jueu" en què lamentava el fet de sentir-se com un jueu perseguit, però no tenia un segon país on hi podia anar:
 La seva càrrega és pesada
 És molt pesat
 Només perquè ell és el teu germà
 Els seus germans són el pogroms
 En arribar a les portes dels teus amics
 Inicia la teva diàspora
La cançó de DJ Krust i Saul Williams "Coded Language" s'obre amb la línia "Whereas, breakbeats have been the missing link connecting the diasporic community to its drum woven past." (Mentre, el breakbeats han estat el lligam perdut que connecta la comunitat diaspòrica amb el tambor del passat).
La banda de punk rock Rise Against va titular "Diàspora" una de les cançons de l'àlbum The Sufferer & the Witness, però més tard el va canviar per "Prayer of the Refugee". El títol original de la cançó estava disponible en còpies promocionals de l'àlbum.
El grup de rock experimental PINKNOISE va llançar un EP el 2010 titulat The Dance Of The Diaspora, expressant musicalment i demogràfica l'actual diàspora índia.
La banda de post-metal progressiu Irepress va titular "Diaspora" una de les cançons de l'album Sol Eye Sea I. La cançó va ser el primer tema de l'àlbum i és un dels més populars.
Un tema del videojoc Battlestar Galactica es titula "Diàspora" (Web oficial)